# Luna Mijović
Luna Zimić Mijović, ou simplement Luna Mijović, est une actrice bosnienne, née le 2 décembre 1991 à Sarajevo.

## Filmographie
- 2020 : Summer Dew : Luna
- 2020 : La Voix d'Aïda : Lejla
- 2018 : I Act, I Am : Lina
- 2017 : Tiger Milk : Jasna Begovic
- 2016 : Mort à Sarajevo : Tajna
- 2015 : Youth : la masseuse
- 2013 :  Pays de rêve :  La jeune prostituée
- 2012 : Venir au monde : Danka
- 2011 : Dreileben (saison 1) : Ana
- 2011 : Nouveau Souffle : Mona
- 2010 : Le Choix de Luna : Dija
- 2010 : Silent Sonata : la fille
- 2006 : Sarajevo, mon amour : Sara